# Jacques Séverac
Pour les articles homonymes, voir Séverac.
Jacques Charles Hébert connu sous le nom de scène Jacques Séverac (né le 23 janvier 1902 à Beuzeval-Houlgate, dans le Calvados et mort le 3 octobre 1982  à Bourganeuf, dans la Creuse) est un acteur, scénariste, directeur de production et réalisateur français.

## Biographie
Fils d'un loueur en meublé de la station balnéaire d'Houlgate devenu imprimeur à Arcachon, il s'était établi au Maroc au début des années 1930. Il y a tourné plusieurs de ses films, notamment La Rose du souk tourné à Marrakech en 1930, Razzia en 1932 et Les Enfants du soleil sorti en 1962.
Il débute comme comédien au théâtre à Paris (théâtre des Variétés, Grand-Guignol) sous son véritable nom, puis au cinéma sous celui de Séverac-Mai avant d'entamer une carrière de réalisateur au début des années 1920 sous le nom de Jacques Séverac qu'il conservera jusqu'à la fin de sa carrière en 1966.

## Filmographie partielle

### Comme réalisateur
- 1928 : Les Rigolos
- 1929 : L'Âme du bled
- 1930 : Sirocco (La Rose du souk)
- 1932 : Le Crime du chemin rouge
- 1932 : Razzia
- 1933 : Colomba
- 1934 : Le Mystère Imberger
- 1935 : Naissance de la Marseillaise (court métrage)
- 1936 : Les Réprouvés
- 1938 : Firmin, le muet de Saint-Pataclet
- 1939 : Monsieur le maire
- 1939 : Adieu Vienne
- 1939 : La Boutique aux illusions
- 1943 : Ceux du rivage
- 1947 : Nuit sans fin
- 1948 : La Renégate
- 1948 : Halte... Police !
- 1949 : La vie est un rêve
- 1953 : La Fête au village (court métrage)
- 1955 : Le Couteau sous la gorge
- 1960 : Le Pain des Jules
- 1962 : Les Enfants du soleil

### Comme scénariste
- 1941 : Ici l'on pêche de René Jayet
- 1958 : La Moucharde de Guy Lefranc
- 1964 : Que personne ne sorte ou Dernière enquête de Wens d'Ivan Govar
- 1966 : Tonnerre sur l'océan Indien (Il Grande colpo di Surcouf) de Sergio Bergonzelli
- 1966 : Surcouf, le tigre des sept mers (Surcouf, l'eroe dei sette mari) de Sergio Bergonzelli

### Comme directeur de production
- 1942 : Patrouille blanche de Christian Chamborant
- 1942 : Les Ailes blanches de Robert Péguy

### Comme acteur
- 1929 : L'Âme du bled de et avec Jacques Séverac
- 1947 : La Grande Volière de Georges Péclet